# Тернопольский национальный педагогический университет имени Владимира Гнатюка
Тернопольский национальный педагогический университет имени Владимира Гнатюка (укр. Тернопільський національний педагогічний університет імені Володимира Гнатюка) — высшее учебное заведение расположенное в городе Тернополе, основанное в 1940 году.

## История
Постановлением Совета Народных Комиссаров УССР от 4 марта 1940 года на базе Кременецкого лицея образован Кременецкий учительский институт.
04.08.1950 года Постановлением Совета Министров УССР № 2403 Кременецкий учительский институт реорганизован в педагогический.
21.07.1969 года Постановлением Совета Министров УССР № 423 Кременецкий педагогический институт перебазирован в г. Тернополь.
9.06.1997 года Постановлением Кабинета Министров Украины № 555 на базе Тернопольского государственного педагогического института образован Тернопольский государственный педагогический университет.
19.11.1997 года Постановлением Кабинета Министров Украины № 1293 Тернопольскому государственному педагогическому университету присвоено имя Владимира Гнатюка.
21.08.2004 года Указом Президента Украини № 957/2004 Тернопольскому государственному педагогическому университету имени Владимира Гнатюка предоставлен статус национального.

## Рейтинги
В 2014 году агентство «Эксперт РА» в рейтинге высших учебных заведений Содружества Независимых Государств присвоило ВУЗу рейтинговый класс «Е».

## Кампуса и корпуса
- Корпус № 1 — главный корпус

(ул. М.Кривоноса, 2). В этом корпусе расположены: администрация университета, приемная комиссия, профсоюзные комитеты сотрудников и студентов, библиотека; факультеты: географический, химико-биологический, филологический, иностранных языков и физического воспитания; центры: довузовской подготовки и мониторинга качества образовательных услуг и содействия трудоустройству студентов и выпускников.
- Корпус № 2 (ул. Винниченко, 10).

В нём размещены инженерно-педагогический факультет и психолого-педагогическое отделение института педагогики и психологии.
- Корпус № 3 (ул. Винниченко, 10).

В нём размещены институт искусств, отделение начального образования института педагогики и психологии и студенческий дом культуры «Светлица».
- Корпус № 4 (ул. Винниченко, 10).

В нём размещены физико-математический факультет и центр последипломного образования.
- Корпус № 5 (ул. Степана Будного, 19). В нём размещен инженерно-педагогический факультет.
- Корпус № 6 (ул. Степана Будного, 26). В нём размещены учебно-производственные мастерские инженерно-педагогического факультета.
- Корпус № 7 (ул. Петриковская, 11).

В нём размещено отделение журналистики филологического факультета.
- Корпус № 8 (ул. Громницкого, 1а).

В нём размещен исторический факультет.

## Институты и факультеты
В университете функционируют:
- Институт педагогики и психологии
- Институт искусств
- Географический факультет
- Факультет иностранных языков
- Инженерно-педагогический факультет
- Исторический факультет
- Факультет физического воспитания
- Физико-математический факультет
- Филологический факультет
- Химико-биологический факультет
- Центр последипломного образования
- Центр довузовской подготовки
- Центр мониторинга качества образовательных услуг и содействия трудоустройству студентов и выпускников